# Marcus Anselm
Marcus Anselm (* 1. November 1996) ist ein luxemburgischer Eishockeytorwart, der seit 2016 bei den Chalmers Blue McRangers spielt und mit dem Team seit 2018 in der sechstklassigen schwedischen Division 4 antritt.

## Karriere
Marcus Anselm begann seine Karriere als Eishockeyspieler in der Nachwuchsabteilung von Hiversport Luxembourg, für den er auch um den luxemburgischen Eishockeypokal spielte. 2014 wechselte er zum luxemburgischen Spitzenclub Tornado Luxembourg, der damals in der französischen Division 3 teilnahm. Seit 2015 spielt er in Schweden, wo er zunächst in den Juniorenmannschaften des HC Bäcken und seit 2016 bei den Chalmer Blue McRangers, der Mannschaft der Technischen Hochschule Chalmers in Göteborg, in der sechstklassigen schwedischen Division 4 im Tor steht.

### International
Für Luxemburg nahm Anselm erstmals an der Weltmeisterschaft 2019 in der Division III, als er die zweitbeste Fangquote nach dem Bulgaren Dimitar Dimitrow erreichte, teil. Zudem vertrat er seine Farben bei der Olympiaqualifikation für die Winterspiele in Peking 2022.